# Cratere New Haven
New Haven  è un cratere sulla superficie di Marte.